# Quinzième district congressionnel de Pennsylvanie
Le 15e district congressionnel de Pennsylvanie est situé dans l'ouest et le centre de la Pennsylvanie depuis 2019. Depuis 2023, le district comprend l'ensemble des comtés d'Armstrong, Cameron, Centre, Clarion, Clearfield, Clinton, Elk, Forest, Jefferson, McKean, Potter, Snyder, Tioga, Union et Warren, et des parties du comté d'Indiana, de Lycoming et de Venango.
De 2013 à 2019, le district s'étendait de la banlieue à l'est de Harrisburg aux communautés à l'est d'Allentown et à la frontière du New Jersey. Les comtés situés dans le district comprenaient tout le comté de Lehigh et des parties du comté de Berks, du comté de Dauphin, du comté de Lebanon et du comté de Northampton.
De 2003 à 2013, il comprenait tout le comté de Northampton, la majeure partie du comté de Lehigh et de petites parties des comtés de Berks et de Montgomery. Le district comprenait les régions de Lehigh Valley, Indian Valley et Upper Perkiomen Valley. Au milieu du XXe siècle, il comprenait le comté de Tioga.
Dans ses anciennes frontières, il avait une légère tendance démocrate parmi les électeurs inscrits en raison de la présence de villes assez grandes avec un passé industriel comme Allentown et Bethléem. Les démocrates de Lehigh Valley sont généralement considérés comme plus modérés que leurs homologues de la région de Philadelphie, notamment sur les questions sociales. Le district a élu des candidats républicains depuis 1979, sauf six ans. De 1999 à 2005, Pat Toomey a représenté le district. De 2005 à 2018, son compatriote républicain Charlie Dent a représenté le district ; en septembre 2017, il a annoncé qu'il prendrait sa retraite et ne se représenterait pas en 2018. La démocrate Susan Wild a remporté l'élection spéciale.
La Cour suprême de Pennsylvanie a redessiné le district en février 2018 après avoir jugé la carte précédente inconstitutionnelle car elle avait trop été modifiée au nom du Parti Républicain. En 2012, les démocrates n'avaient remporté que cinq des 18 circonscriptions de l'État, l'année où le précédent redécoupage par la législature était entré en vigueur, bien qu'ils aient remporté le vote populaire à la Chambre des représentants avec 1,5 %.
Lors du redécoupage, l'ancien 15e district a vu ses limites comprimées autour d'Allentown et est devenu le 7e district, tandis que l'ancien 5e district a vu ses limites ajustées et est devenu le 15e district pour l'élection et la représentation de 2018 par la suite. Elle est représentée par le Républicain Glenn Thompson depuis le 3 janvier 2019.

## Historique de vote
| Année | Poste      | Résultats                      |
| ----- | ---------- | ------------------------------ |
| 2020  | Président  | Trump 71,0 % – 28,0 %          |
| 2022  | Gouverneur | Mastriano (en) 60,0 % – 38,0 % |
| 2022  | Sénat      | Öz 64,0 % – 33,0 %             |

## Liste des Représentants du district
| Membre                          | Parti                      | Années                              | Congrès     | Histoire électorale | Zone géographique |
| ------------------------------- | -------------------------- | ----------------------------------- | ----------- | --- | ----------------- |
| District établit le 4 mars 1813 |                            |                                     |             | |                   |
| Vacant                          | Vacant                     | 4 mars 1813 - 14 mai 1813           | 13e         | Le Représentant-élu Abner Lacock fut élu en 1812 mais démissionna le 24 février 1813                                                                                | 1813–1823         |
| Thomas Wilson (en)              | Républicain-Démocrate      | 14 mai 1813 - 3 mars 1817           | 13e , 14e   | Élu pour terminer le mandat de Lacock. Réélu en 1814. Retrait | 1813–1823         |
| Robert Moore (en)               | Républicain-Démocrate      | 4 mars 1817 - 3 mars 1821           | 15e , 16e   | Élu en 1816. Réélu en 1818. Perd sa réélection. | 1813–1823         |
| Patrick Farrelly (en)           | Républicain-Démocrate      | 4 mars 1821 - 3 mars 1823           | 17e         | Élu en 1820. Redécoupage vers le 18e district. | 1813–1823         |
| Thomas Patterson (en)           | Républicain-Démocrate      | 4 mars 1823 - 3 mars 1825           | 18e         | Redécoupage depuis le 12e district et réélu en 1822. Retrait. | 1823–1833         |
| Joseph Lawrence (en)            | Anti-Jacksonien            | 4 mars 1825 - 3 mars 1829           | 19e , 20e   | Élu en 1824. Réélu en 1826. Perd sa réélection. | 1823–1833         |
| William McCreery (en)           | Jacksonien (en)            | 4 mars 1829 - 3 mars 1831           | 21e         | Élu en 1828. Perd sa réélection. | 1823–1833         |
| Thomas M. T. McKennan (en)      | Anti-maçonnique            | 4 mars 1831 - 3 mars 1833           | 22e         | Élu en 1830. Redécoupage vers le 21e district. | 1823–1833         |
| Andrew Beaumont (en)            | Jacksonien (en)            | 4 mars 1833 - 3 mars 1837           | 23e , 24e   | Élu en 1832. Réélu en 1834. Retrait. | 1833–1843         |
| David Petrikin (en)             | Démocrate                  | 4 mars 1837 - 3 mars 1841           | 25e , 26e   | Élu en 1836. Réélu en 1838. | 1833–1843         |
| Benjamin A. Bidlack (en)        | Démocrate                  | 4 mars 1841 - 3 mars 1843           | 27e         | Élu en 1840. Redécoupage vers le 11e district. | 1833–1843         |
| Henry Nes (en)                  | Démocrate Indépendant (en) | 4 mars 1843 - 3 mars 1845           | 28e         | Élu en 1843. | 1843–1853         |
| Moses McClean (en)              | Démocrate                  | 4 mars 1845 - 3 mars 1847           | 29e         | Élu en 1844. | 1843–1853         |
| Henry Nes (en)                  | Whig                       | 4 mars 1847 - 10 septembre 1850     | 30e , 31e   | Élu en 1846. Réélu en 1848. Décès. | 1843–1853         |
| Vacant                          | Vacant                     | 10 septembre 1850 - 2 décembre 1850 | 31e         | | 1843–1853         |
| Joel B. Danner (en)             | Démocrate                  | 2 décembre 1850 - 3 mars 1851       | 31e         | Élu pour terminer le mandat de Nes. | 1843–1853         |
| William H. Kurtz (en)           | Démocrate                  | 4 mars 1851 - 3 mars 1853           | 32e         | Élu en 1850. Redécoupage vers le 16e district. | 1843–1853         |
| James Gamble (en)               | Démocrate                  | 4 mars 1853 - 3 mars 1855           | 33e         | Redécoupage depuis le 13e district et réélu en 1852. | 1853–1863         |
| John J. Pearce (en)             | Opposition Party (en)      | 4 mars 1855 - 3 mars 1857           | 34e         | Élu en 1854. Retrait. | 1853–1863         |
| Allison White (en)              | Démocrate                  | 4 mars 1857 - 3 mars 1859           | 35e         | Élu en 1856. Perd sa réélection. | 1853–1863         |
| James T. Hale (en)              | Républicain                | 4 mars 1859 - 3 mars 1863           | 36e , 37e   | Élu en 1858. Réélu en 1860. Redécoupage vers le 18e district. | 1853–1863         |
| Joseph Bailey (en)              | Démocrate                  | 4 mars 1863 - 3 mars 1865           | 38e         | Redécoupage depuis le 16e district et réélu en 1862. | 1863–1873         |
| Adam J. Glossbrenner (en)       | Démocrate                  | 4 mars 1865 - 3 mars 1869           | 39e , 40e   | Élu en 1864. Réélu en 1866. Perd sa réélection. | 1863–1873         |
| Richard J. Haldeman (en)        | Démocrate                  | 4 mars 1869 - 3 mars 1873           | 41e , 42e   | Élu en 1868. Réélu en 1870. Retrait. | 1863–1873         |
| John A. Magee (en)              | Démocrate                  | 4 mars 1873 - 3 mars 1875           | 43e         | Élu en 1872. Perd sa renomination. | 1873–1883         |
| Joseph Powell (en)              | Démocrate                  | 4 mars 1875 - 3 mars 1877           | 44e         | Élu en 1874. Perd sa réélection. | 1873–1883         |
| Edward Overton Jr. (en)         | Républicain                | 4 mars 1877 - 3 mars 1881           | 45e , 46e   | Élu en 1876. Réélu en 1878. Perd sa renomination. | 1873–1883         |
| Cornelius C. Jadwin (en)        | Républicain                | 4 mars 1881 - 3 mars 1883           | 47e         | Élu en 1880. Perd sa réélection | 1873–1883         |
| George A. Post (en)             | Démocrate                  | 4 mars 1883 - 3 mars 1885           | 48e         | Élu en 1882. | 1883–1903         |
| Frank C. Bunnell (en)           | Républicain                | 4 mars 1885 - 3 mars 1889           | 49e , 50e   | Élu en 1884. Réélu en 1886. Retrait. | 1883–1903         |
| Myron B. Wright (en)            | Républicain                | 4 mars 1889 - 13 novembre 1894      | 51e - 53e   | Élu en 1888. Réélu en 1890. Réélu en 1892. Réélu en 1894. Décès. | 1883–1903         |
| Vacant                          | Vacant                     | 13 novembre 1894 - 23 février 1895  | 53e         | | 1883–1903         |
| Edwin J. Jorden (en)            | Républicain                | 23 février 1894 - 23 février 1895   | 53e         | Élu pour terminer le mandat de Wright. Retrait. | 1883–1903         |
| Vacant                          | Vacant                     | 4 mars 1895 - 5 novembre 1895       | 54e         | | 1883–1903         |
| James H. Codding (en)           | Républicain                | 5 novembre 1895 - 3 mars 1899       | 54e , 55e   | Élu pour terminer le mandat de Wright. Réélu en 1896. Retrait. | 1883–1903         |
| Charles F. Wright (en)          | Républicain                | 4 mars 1899 - 3 mars 1903           | 56e , 57e   | Élu en 1898. Réélu en 1900. Retrait. | 1883–1903         |
| Elias Deemer (en)               | Républicain                | 4 mars 1903 - 3 mars 1907           | 58e , 59e   | Redécoupage depuis le 16e district et réélu en 1902. Réélu en 1904. Perd sa réélection.                                                                             | 1903–1923         |
| William B. Wilson               | Démocrate                  | 4 mars 1907 - 3 mars 1913           | 60e - 62e   | Élu en 1906. Réélu en 1908. Réélu en 1910. Perd sa réélection. | 1903–1923         |
| Edgar R. Kiess (en)             | Républicain                | 4 mars 1913 - 3 mars 1923           | 63e - 67e   | Élu en 1912. Réélu en 1914. Réélu en 1916. Réélu en 1918. Réélu en 1920. Redécoupage vers le 16e district.                                                          | 1903–1923         |
| Louis T. McFadden               | Républicain                | 4 mars 1923 - 3 mars 1935           | 68e - 73e   | Redécoupage depuis le 14e district et réélu en 1922. Réélu en 1924. Réélu en 1926. Réélu en 1928. Réélu en 1930. Réélu en 1932. Perd sa réélection.                 | 1923–1933         |
| Louis T. McFadden               | Républicain                | 4 mars 1923 - 3 mars 1935           | 68e - 73e   | Redécoupage depuis le 14e district et réélu en 1922. Réélu en 1924. Réélu en 1926. Réélu en 1928. Réélu en 1930. Réélu en 1932. Perd sa réélection.                 | 1933–1943         |
| Charles E. Dietrich (en)        | Démocrate                  | 3 janvier 1935 - 3 janvier 1937     | 74e         | Élu en 1934. Perd sa réélection. |                   |
| Albert G. Rutherford (en)       | Républicain                | 3 janvier 1937 - 10 août 1941       | 75e - 77e   | Élu en 1936. Réélu en 1938. Réélu en 1940. Décès. |                   |
| Vacant                          | Vacant                     | 10 août 1941 - 4 novembre 1941      | 77e         | |                   |
| Wilson D. Gillette (en)         | Républicain                | 4 novembre 1941 - 3 janvier 1945    | 77e , 78e   | Élu pour terminer le mandat de Rutherford. Réélu en 1942. Redécoupage vers le 14e district.                                                                         |                   |
| Wilson D. Gillette (en)         | Républicain                | 4 novembre 1941 - 3 janvier 1945    | 77e , 78e   | Élu pour terminer le mandat de Rutherford. Réélu en 1942. Redécoupage vers le 14e district.                                                                         | 1943–1953         |
| Robert F. Rich (en)             | Républicain                | 3 janvier 1945 - 3 janvier 1951     | 79e - 81e   | Élu en 1944. Réélu en 1946. Réélu en 1948. Retrait. |                   |
| Alvin Bush (en)                 | Républicain                | 3 janvier 1951 - 3 janvier 1953     | 82e         | Élu en 1950. Redécoupage vers le 17e district. |                   |
| Francis E. Walter (en)          | Démocrate                  | 3 janvier 1953 - 31 mai 1963        | 83e - 88e   | Redécoupage depuis le 21e district et réélu en 1952. Réélu en 1954. Réélu en 1956. Réélu en 1958. Réélu en 1960. Réélu en 1962. Décès.                              | 1953–1963         |
| Francis E. Walter (en)          | Démocrate                  | 3 janvier 1953 - 31 mai 1963        | 83e - 88e   | Redécoupage depuis le 21e district et réélu en 1952. Réélu en 1954. Réélu en 1956. Réélu en 1958. Réélu en 1960. Réélu en 1962. Décès.                              | 1963–1973         |
| Vacant                          | Vacant                     | 31 mai 1963 - 30 juillet 1963       | 88e         | |                   |
| Fred B. Rooney (en)             | Démocrate                  | 30 juillet 1963 - 3 janvier 1979    | 88e - 95e   | Élu pour terminer le mandat de Walter. Réélu en 1964. Réélu en 1966. Réélu en 1968. Réélu en 1970. Réélu en 1972. Réélu en 1974. Réélu en 1976. Perd sa réélection. |                   |
| Fred B. Rooney (en)             | Démocrate                  | 30 juillet 1963 - 3 janvier 1979    | 88e - 95e   | Élu pour terminer le mandat de Walter. Réélu en 1964. Réélu en 1966. Réélu en 1968. Réélu en 1970. Réélu en 1972. Réélu en 1974. Réélu en 1976. Perd sa réélection. | 1973–1983         |
| Donald L. Ritter (en)           | Républicain                | 3 janvier 1979 - 3 janvier 1993     | 96e - 102e  | Élu en 1978. Réélu en 1980. Réélu en 1982. Réélu en 1984. Réélu en 1986. Réélu en 1988. Réélu en 1990. Perd sa réélection.                                          |                   |
| Donald L. Ritter (en)           | Républicain                | 3 janvier 1979 - 3 janvier 1993     | 96e - 102e  | Élu en 1978. Réélu en 1980. Réélu en 1982. Réélu en 1984. Réélu en 1986. Réélu en 1988. Réélu en 1990. Perd sa réélection.                                          | 1983–1993         |
| Paul F. McHale (en)             | Démocrate                  | 3 janvier 1993 - 3 janvier 1999     | 103e - 105e | Élu en 1992. Réélu en 1994. Réélu en 1996. Retrait. | 1993–2003         |
| Pat Toomey                      | Républicain                | 3 janvier 1999 - 3 janvier 2005     | 106e - 108e | Élu en 1998. Réélu en 2000. Réélu en 2002. Retrait pour se présenter comme Sénateur des États-Unis.                                                                 | 1993–2003         |
| Pat Toomey                      | Républicain                | 3 janvier 1999 - 3 janvier 2005     | 106e - 108e | Élu en 1998. Réélu en 2000. Réélu en 2002. Retrait pour se présenter comme Sénateur des États-Unis.                                                                 | 2003–2013         |
| Charlie Dent                    | Républicain                | 3 janvier 2005 - 12 mai 2018        | 109e - 115e | Élu en 2004. Réélu en 2006. Réélu en 2008. Réélu en 2010. Réélu en 2012. Réélu en 2014. Réélu en 2016. Démissionne.                                                 |                   |
| Charlie Dent                    | Républicain                | 3 janvier 2005 - 12 mai 2018        | 109e - 115e | Élu en 2004. Réélu en 2006. Réélu en 2008. Réélu en 2010. Réélu en 2012. Réélu en 2014. Réélu en 2016. Démissionne.                                                 | 2013–2019         |
| Vacant                          | Vacant                     | 12 mai 2018 - 27 novembre 2018      | 115e        | |                   |
| Susan Wild                      | Démocrate                  | 27 novembre 2018 - 3 janvier 2019   | 115e        | Élue pour terminer le mandat de Dent. Redécoupage vers le 7e district.                                                                                              |                   |
| G.T. Thompson (en)              | Républicain                | 3 janvier 2019 - Présent            | 116e - 118e | Redécoupage depuis le 5e district et réélu en 2018. Réélu en 2020. Réélu en 2022.                                                                                   | 2019–2023         |
| G.T. Thompson (en)              | Républicain                | 3 janvier 2019 - Présent            | 116e - 118e | Redécoupage depuis le 5e district et réélu en 2018. Réélu en 2020. Réélu en 2022.                                                                                   | 2023–Présent      |

## Résultats des récentes élections
Voici les résultats des dix précédents cycles électoraux dans le district.

### 2004
| Élection de 2004 du 15e district congressionnel de Pennsylvanie | Élection de 2004 du 15e district congressionnel de Pennsylvanie | Élection de 2004 du 15e district congressionnel de Pennsylvanie | Élection de 2004 du 15e district congressionnel de Pennsylvanie | Élection de 2004 du 15e district congressionnel de Pennsylvanie |
| --------------------------------------------------------------- | --------------------------------------------------------------- | --------------------------------------------------------------- | --------------------------------------------------------------- | --------------------------------------------------------------- |
| Parti                                                           | Parti                                                           | Candidat                                                        | Votes                                                           | %                                                               |
|                                                                 | Républicain                                                     | Charles Dent                                                    | 170 634                                                         | 58,6                                                            |
|                                                                 | Démocrate                                                       | Joe Driscoll                                                    | 114 646                                                         | 39,4                                                            |
|                                                                 | Libertarien                                                     | Richard J. Piotrowski                                           | 3 660                                                           | 1,3                                                             |
|                                                                 | Vert                                                            | Greta Browne                                                    | 2 194                                                           | 0,8                                                             |
| Total des votes                                                 | Total des votes                                                 | Total des votes                                                 | 291 134                                                         | 100%                                                            |
|                                                                 | Les Républicains conservent                                     |                                                                 |                                                                 |                                                                 |

### 2006
| Élection de 2006 du 15e district congressionnel de Pennsylvanie | Élection de 2006 du 15e district congressionnel de Pennsylvanie | Élection de 2006 du 15e district congressionnel de Pennsylvanie | Élection de 2006 du 15e district congressionnel de Pennsylvanie | Élection de 2006 du 15e district congressionnel de Pennsylvanie |
| --------------------------------------------------------------- | --------------------------------------------------------------- | --------------------------------------------------------------- | --------------------------------------------------------------- | --------------------------------------------------------------- |
| Parti                                                           | Parti                                                           | Candidat                                                        | Votes                                                           | %                                                               |
|                                                                 | Républicain                                                     | Charles Dent (sortant)                                          | 106 513                                                         | 53,6                                                            |
|                                                                 | Démocrate                                                       | Charles Dertinger                                               | 86 186                                                          | 43,5                                                            |
|                                                                 | Vert                                                            | Greta Browne                                                    | 5 802                                                           | 2,9                                                             |
|                                                                 | Write-In                                                        | Write-In                                                        | 32                                                              | 0,0                                                             |
| Total des votes                                                 | Total des votes                                                 | Total des votes                                                 | 198 173                                                         | 100%                                                            |
|                                                                 | Les Républicains conservent                                     |                                                                 |                                                                 |                                                                 |

### 2008
| Élection de 2008 du 15e district congressionnel de Pennsylvanie | Élection de 2008 du 15e district congressionnel de Pennsylvanie | Élection de 2008 du 15e district congressionnel de Pennsylvanie | Élection de 2008 du 15e district congressionnel de Pennsylvanie | Élection de 2008 du 15e district congressionnel de Pennsylvanie |
| --------------------------------------------------------------- | --------------------------------------------------------------- | --------------------------------------------------------------- | --------------------------------------------------------------- | --------------------------------------------------------------- |
| Parti                                                           | Parti                                                           | Candidat                                                        | Votes                                                           | %                                                               |
|                                                                 | Républicain                                                     | Charles Dent (sortant)                                          | 181 433                                                         | 58,6                                                            |
|                                                                 | Démocrate                                                       | Sam Bennett                                                     | 128 333                                                         | 41,4                                                            |
| Total des votes                                                 | Total des votes                                                 | Total des votes                                                 | 309 766                                                         | 100%                                                            |
|                                                                 | Les Républicains conservent                                     |                                                                 |                                                                 |                                                                 |

### 2010
| Élection de 2010 du 15e district congressionnel de Pennsylvanie | Élection de 2010 du 15e district congressionnel de Pennsylvanie | Élection de 2010 du 15e district congressionnel de Pennsylvanie | Élection de 2010 du 15e district congressionnel de Pennsylvanie | Élection de 2010 du 15e district congressionnel de Pennsylvanie |
| --------------------------------------------------------------- | --------------------------------------------------------------- | --------------------------------------------------------------- | --------------------------------------------------------------- | --------------------------------------------------------------- |
| Parti                                                           | Parti                                                           | Candidat                                                        | Votes                                                           | %                                                               |
|                                                                 | Républicain                                                     | Charles Dent (sortant)                                          | 109 534                                                         | 53,5                                                            |
|                                                                 | Démocrate                                                       | John B. Callahan                                                | 79 766                                                          | 39,0                                                            |
|                                                                 | Indépendant                                                     | Jake Towne                                                      | 15 248                                                          | 7,5                                                             |
| Total des votes                                                 | Total des votes                                                 | Total des votes                                                 | 204 548                                                         | 100%                                                            |
|                                                                 | Les Républicains conservent                                     |                                                                 |                                                                 |                                                                 |

### 2012
| Élection de 2012 du 15e district congressionnel de Pennsylvanie | Élection de 2012 du 15e district congressionnel de Pennsylvanie | Élection de 2012 du 15e district congressionnel de Pennsylvanie | Élection de 2012 du 15e district congressionnel de Pennsylvanie | Élection de 2012 du 15e district congressionnel de Pennsylvanie |
| --------------------------------------------------------------- | --------------------------------------------------------------- | --------------------------------------------------------------- | --------------------------------------------------------------- | --------------------------------------------------------------- |
| Parti                                                           | Parti                                                           | Candidat                                                        | Votes                                                           | %                                                               |
|                                                                 | Républicain                                                     | Charles Dent (sortant)                                          | 168 960                                                         | 56,8                                                            |
|                                                                 | Démocrate                                                       | Rick Daugherty                                                  | 128 764                                                         | 43,2                                                            |
| Total des votes                                                 | Total des votes                                                 | Total des votes                                                 | 297 724                                                         | 100%                                                            |
|                                                                 | Les Républicains conservent                                     |                                                                 |                                                                 |                                                                 |

### 2014
| Élection de 2014 du 15e district congressionnel de Pennsylvanie | Élection de 2014 du 15e district congressionnel de Pennsylvanie | Élection de 2014 du 15e district congressionnel de Pennsylvanie | Élection de 2014 du 15e district congressionnel de Pennsylvanie | Élection de 2014 du 15e district congressionnel de Pennsylvanie |
| --------------------------------------------------------------- | --------------------------------------------------------------- | --------------------------------------------------------------- | --------------------------------------------------------------- | --------------------------------------------------------------- |
| Parti                                                           | Parti                                                           | Candidat                                                        | Votes                                                           | %                                                               |
|                                                                 | Républicain                                                     | Charles Dent (sortant)                                          | 128 285                                                         | 100%                                                            |
|                                                                 | Les Républicains conservent                                     |                                                                 |                                                                 |                                                                 |

### 2016
| Élection de 2016 du 15e district congressionnel de Pennsylvanie | Élection de 2016 du 15e district congressionnel de Pennsylvanie | Élection de 2016 du 15e district congressionnel de Pennsylvanie | Élection de 2016 du 15e district congressionnel de Pennsylvanie | Élection de 2016 du 15e district congressionnel de Pennsylvanie |
| --------------------------------------------------------------- | --------------------------------------------------------------- | --------------------------------------------------------------- | --------------------------------------------------------------- | --------------------------------------------------------------- |
| Parti                                                           | Parti                                                           | Candidat                                                        | Votes                                                           | %                                                               |
|                                                                 | Républicain                                                     | Charles Dent (sortant)                                          | 190 618                                                         | 58,4                                                            |
|                                                                 | Démocrate                                                       | Rick Daugherty                                                  | 124 129                                                         | 38,0                                                            |
|                                                                 | Libertarien                                                     | Paul Rizzo                                                      | 11 727                                                          | 3,6                                                             |
| Total des votes                                                 | Total des votes                                                 | Total des votes                                                 | 326 474                                                         | 100%                                                            |
|                                                                 | Les Républicains conservent                                     |                                                                 |                                                                 |                                                                 |

### 2018 (Spéciale)
| Élection Spéciale de 2018 du 15e district congressionnel de Pennsylvanie | Élection Spéciale de 2018 du 15e district congressionnel de Pennsylvanie | Élection Spéciale de 2018 du 15e district congressionnel de Pennsylvanie | Élection Spéciale de 2018 du 15e district congressionnel de Pennsylvanie | Élection Spéciale de 2018 du 15e district congressionnel de Pennsylvanie |
| ------------------------------------------------------------------------ | ------------------------------------------------------------------------ | ------------------------------------------------------------------------ | ------------------------------------------------------------------------ | ------------------------------------------------------------------------ |
| Parti                                                                    | Parti                                                                    | Candidat                                                                 | Votes                                                                    | %                                                                        |
|                                                                          | Démocrate                                                                | Susan Wild                                                               | 130 353                                                                  | 48,5                                                                     |
|                                                                          | Républicain                                                              | Marty Northstein                                                         | 129 594                                                                  | 48,3                                                                     |
|                                                                          | Libertarien                                                              | Tim Silfies                                                              | 8 579                                                                    | 3,2                                                                      |
| Total des votes                                                          | Total des votes                                                          | Total des votes                                                          | 268 526                                                                  | 100%                                                                     |
|                                                                          | Les Démocrates prennent aux Républicains                                 |                                                                          |                                                                          |                                                                          |

### 2018 (Régulière)
| Élection de 2018 du 15e district congressionnel de Pennsylvanie | Élection de 2018 du 15e district congressionnel de Pennsylvanie | Élection de 2018 du 15e district congressionnel de Pennsylvanie | Élection de 2018 du 15e district congressionnel de Pennsylvanie | Élection de 2018 du 15e district congressionnel de Pennsylvanie |
| --------------------------------------------------------------- | --------------------------------------------------------------- | --------------------------------------------------------------- | --------------------------------------------------------------- | --------------------------------------------------------------- |
| Parti                                                           | Parti                                                           | Candidat                                                        | Votes                                                           | %                                                               |
|                                                                 | Républicain                                                     | Glenn Thompson (sortant)                                        | 165 245                                                         | 67,8                                                            |
|                                                                 | Démocrate                                                       | Susan Boser                                                     | 78 327                                                          | 32,2                                                            |
| Total des votes                                                 | Total des votes                                                 | Total des votes                                                 | 243 572                                                         | 100%                                                            |
|                                                                 | Les Républicains prennent aux Démocrates                        |                                                                 |                                                                 |                                                                 |

### 2020
| Élection de 2020 du 15e district congressionnel de Pennsylvanie | Élection de 2020 du 15e district congressionnel de Pennsylvanie | Élection de 2020 du 15e district congressionnel de Pennsylvanie | Élection de 2020 du 15e district congressionnel de Pennsylvanie | Élection de 2020 du 15e district congressionnel de Pennsylvanie |
| --------------------------------------------------------------- | --------------------------------------------------------------- | --------------------------------------------------------------- | --------------------------------------------------------------- | --------------------------------------------------------------- |
| Parti                                                           | Parti                                                           | Candidat                                                        | Votes                                                           | %                                                               |
|                                                                 | Républicain                                                     | Glenn Thompson (sortant)                                        | 255 058                                                         | 73,5                                                            |
|                                                                 | Démocrate                                                       | Robert Williams                                                 | 92 156                                                          | 26,5                                                            |
|                                                                 | Démocrate                                                       | Ronnie Ray Jenkins (write-in)                                   | 0                                                               | 0,0                                                             |
| Total des votes                                                 | Total des votes                                                 | Total des votes                                                 | 347 214                                                         | 100%                                                            |
|                                                                 | Les Républicains conservent                                     |                                                                 |                                                                 |                                                                 |

### 2022
| Primaire Républicaine de 2022 du 15e district congressionnel de Pennsylvanie | Primaire Républicaine de 2022 du 15e district congressionnel de Pennsylvanie | Primaire Républicaine de 2022 du 15e district congressionnel de Pennsylvanie | Primaire Républicaine de 2022 du 15e district congressionnel de Pennsylvanie | Primaire Républicaine de 2022 du 15e district congressionnel de Pennsylvanie |
| ---------------------------------------------------------------------------- | ---------------------------------------------------------------------------- | ---------------------------------------------------------------------------- | ---------------------------------------------------------------------------- | ---------------------------------------------------------------------------- |
| Parti                                                                        | Parti                                                                        | Candidat                                                                     | Votes                                                                        | %                                                                            |
|                                                                              | Républicain                                                                  | Glenn Thompson (sortant)                                                     | 99 270                                                                       | 100%                                                                         |

| Élection de 2022 du 15e district congressionnel de Pennsylvanie | Élection de 2022 du 15e district congressionnel de Pennsylvanie | Élection de 2022 du 15e district congressionnel de Pennsylvanie | Élection de 2022 du 15e district congressionnel de Pennsylvanie | Élection de 2022 du 15e district congressionnel de Pennsylvanie |
| --------------------------------------------------------------- | --------------------------------------------------------------- | --------------------------------------------------------------- | --------------------------------------------------------------- | --------------------------------------------------------------- |
| Parti                                                           | Parti                                                           | Candidat                                                        | Votes                                                           | %                                                               |
|                                                                 | Républicain                                                     | Glenn Thompson (sortant)                                        | 213 417                                                         | 69,9                                                            |
|                                                                 | Démocrate                                                       | Michael Molesevich                                              | 91 729                                                          | 30,1                                                            |
| Total des votes                                                 | Total des votes                                                 | Total des votes                                                 | 305 146                                                         | 100%                                                            |
|                                                                 | Les Républicains conservent                                     |                                                                 |                                                                 |                                                                 |

### 2024
| Primaire Républicaine de 2024 du 15e district congressionnel de Pennsylvanie | Primaire Républicaine de 2024 du 15e district congressionnel de Pennsylvanie | Primaire Républicaine de 2024 du 15e district congressionnel de Pennsylvanie | Primaire Républicaine de 2024 du 15e district congressionnel de Pennsylvanie | Primaire Républicaine de 2024 du 15e district congressionnel de Pennsylvanie |
| ---------------------------------------------------------------------------- | ---------------------------------------------------------------------------- | ---------------------------------------------------------------------------- | ---------------------------------------------------------------------------- | ---------------------------------------------------------------------------- |
| Parti                                                                        | Parti                                                                        | Candidat                                                                     | Votes                                                                        | %                                                                            |
|                                                                              | Républicain                                                                  | Glenn Thompson (sortant)                                                     | 75 645                                                                       | 100%                                                                         |

| Primaire Démocrate de 2024 du 15e district congressionnel de Pennsylvanie | Primaire Démocrate de 2024 du 15e district congressionnel de Pennsylvanie | Primaire Démocrate de 2024 du 15e district congressionnel de Pennsylvanie | Primaire Démocrate de 2024 du 15e district congressionnel de Pennsylvanie | Primaire Démocrate de 2024 du 15e district congressionnel de Pennsylvanie |
| ------------------------------------------------------------------------- | ------------------------------------------------------------------------- | ------------------------------------------------------------------------- | ------------------------------------------------------------------------- | ------------------------------------------------------------------------- |
| Parti                                                                     | Parti                                                                     | Candidat                                                                  | Votes                                                                     | %                                                                         |
|                                                                           | Démocrate                                                                 | Zach Womer                                                                | 35 574                                                                    | 100%                                                                      |

| Élection de 2024 du 15e district congressionnel de Pennsylvanie | Élection de 2024 du 15e district congressionnel de Pennsylvanie | Élection de 2024 du 15e district congressionnel de Pennsylvanie | Élection de 2024 du 15e district congressionnel de Pennsylvanie | Élection de 2024 du 15e district congressionnel de Pennsylvanie |
| --------------------------------------------------------------- | --------------------------------------------------------------- | --------------------------------------------------------------- | --------------------------------------------------------------- | --------------------------------------------------------------- |
| Parti                                                           | Parti                                                           | Candidat                                                        | Votes                                                           | %                                                               |
|                                                                 | Républicain                                                     | Glenn Thompson (sortant)                                        | TBD                                                             | TBD                                                             |
|                                                                 | Démocrate                                                       | Zach Womer                                                      | TBD                                                             | TBD                                                             |
| Total des votes                                                 | Total des votes                                                 | Total des votes                                                 | TBD                                                             | 100%                                                            |
|                                                                 |                                                                 |                                                                 |                                                                 |                                                                 |